# Łomianki Trylogia
Łomianki Trylogia – osiedle w mieście Łomianki, w województwie mazowieckim.
Obszarem osiedla jest obszar ograniczony:
- od zachodu granicą osiedla Łomianki Powstańców wzdłuż ulicy Jedności Robotniczej,
- od północy granicą sołectwa Łomianki Chopina,
- od wschodu granicą osiedla Łomianki Stare wzdłuż osi ulicy Włościańskiej,
- od południa granicą osiedla Łomianki Górne wzdłuż osi ulicy Warszawskiej.

## Ulice osiedla
- Longinusa Podbipięty
- Michała Wołodyjowskiego
- Marcina Kasprzaka
- Oleńki Billewiczówny
- Andrzeja Kmicica
- Jana Onufrego Zagłoby
- Jana Skrzetuskiego
- Gościńcowa
- Parkingowa
- Wjazdowa
- Rolnicza
- Warszawska
- Włościańska
- Jedności Robotniczej